# Saint-Marc-du-Cor
Saint-Marc-du-Cor is een gemeente in het Franse departement Loir-et-Cher (regio Centre-Val de Loire) en telt 184 inwoners (2005). De plaats maakt deel uit van het arrondissement Vendôme.

## Geografie
De oppervlakte van Saint-Marc-du-Cor bedraagt 13,0 km², de bevolkingsdichtheid is 14,2 inwoners per km².
De onderstaande kaart toont de ligging van Saint-Marc-du-Cor met de belangrijkste infrastructuur en aangrenzende gemeenten.

## Demografie
Onderstaande figuur toont het verloop van het inwonertal (bron: INSEE-tellingen).